# Sébastien Boucksom
Sébastien Boucksom (Roubaix, 26 de agosto de 1976) é um matemático francês.
Boucksom estudou a partir de 1996 na École normale supérieure de Lyon e obteve um doutorado em 2002 no Instituto Fourier da Universidade de Grenoble, orientado por Jean-Pierre Demailly, com a tese Cônes positifs des variétés complexes compactes. No pós-doutorado trabalhou com Simon Donaldson no Imperial College London. A partir de 2003 pesquisou para o Centre national de la recherche scientifique CNRS no Institut de Mathématiques de Jussieu do CNRS e na Universidade Pierre e Marie Curie. Desde 2010 foi em tempo parcial professor da École Polytechnique sendo desde 2014 diretor de pesquisas do Centre de Mathématiques Laurent Schwartz da École Polytechnique.
Recebeu o Prêmio Paul Doistau-Émile Blutet de 2014.
Foi palestrante convidado do Congresso Internacional de Matemáticos no Rio de Janeiro (2018: Variational and non-Archimedean aspects of the Yau-Tian-Donaldson conjecture).

## Publicações selecionadas
- Editor com Philippe Eysiddieux, Vincent Guedj: An Introduction to Kähler-Ricci-Flow, Springer, Lecture notes in mathematics 2086, Springer 2013
- com R. Berman: Growth of balls of holomorphic sections and energy at equilibrium, Inventiones Mathematicae, Volume 181, 2010, p. 337–394, Arxiv
- com C. Favre, M. Jonsson: Solution to a non-Archimedean Monge-Ampère equation, J. Amer. Math. Soc., Volume 28, 2015, p. 617–667, Arxiv
- com T. Hisamoto, Mattias Jonsson: Uniform K-stability and asymptotics of energy functionals in Kähler geometry, Arxiv 2016